# 1975 у літературі

## Нагороди
- Нобелівська премія з літератури: Еудженіо Монтале, "За досягнення в поезії, яка відрізняється величезною проникливістю і виразом поглядів на життя, геть-чисто позбавлених ілюзій."
- Букерівська премія: Рут Джабвала, «Спека і пил»
- Премія Неб'юла за найкращий роман: Джо Холдеман, «Вічна війна»
- Премія Неб'юла за найкращу повість: Роджер Зелазни, «Повернення ката»
- Премія Неб'юла за найкраще оповідання: Фріц Ляйбер, «Ловіть той дирижабль!»
- Премія Г'юґо за найкращу повість: Джордж Мартін, «Пісня для Лії»

## Народились
- 8 травня — Мікко Ріммінен, фінський письменник та поет.
- 30 липня — Мая Люнде, норвезька письменниця.
- 27 жовтня — Зеді Сміт, британська письменниця.
- Саманта Гарві, англійська письменниця, лавреатка Букерівської премії

## Померли
- 14 лютого — Пелем Гренвіл Вудхауз, британський письменник та драматург (народився в 1881).
- 9 жовтня — Іво Андрич, югославський письменник, лауреат Нобелівської премії з літератури (народився в 1892).
- 8 червня — Маррі Ленстер, американський письменник-фантаст (народився в 1896).
- 20 вересня — Сен-Жон Перс, французький поет (народився в 1887).
- 26 вересня — Якоб Палудан, данський письменник, есеїст, перекладач і літературний критик.

## Нові книжки
- Євпраксія — історичний роман Павла Загребельного.
- Доля Салему — роман Стівена Кінга.
- «Завіса» — роман Агати Крісті.